# 米妮老鼠
米妮老鼠（英語：Minnie Mouse），1997年前译作美妮，中文簡稱米妮，是由尤柏‧艾沃克及華特·迪士尼共同創造之卡通形象。
1930年代的漫畫中，曾經提及她的本名為Minerva Mouse，並介紹她的父親Marcus Mouse和母親Margie Mouse，二者皆為農夫。

## 角色起源

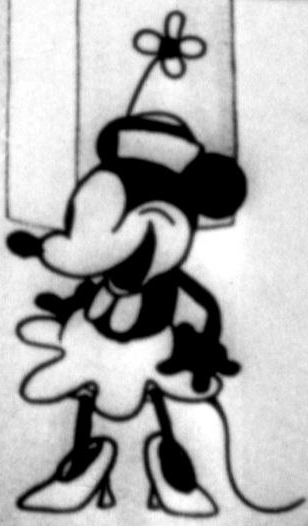
《汽船威利号》中的米妮

1928年，華特‧迪士尼及尤柏‧艾沃克創造出米老鼠以取代當時被環球影業竊走版權的幸運兔奧斯華，但米奇無法一個人唱獨角戲，於是決定創造另一位新角色。為了和奧斯華多情的形象有所區別，兩人最終創造出的是米奇的唯一情人－米妮。
為了吸引觀眾目光，米妮被塑造成一位流行的「flapper」風年輕女孩形象，總是走在時尚潮流尖端，像是喜歡大紅色等。她的主要造型為一頂別上小花的圓帽，白手套和短裙。於1929年之卡通《The Karnival Kid》裡也描述了她穿著黑色絲襪。米妮的鞋子是她的造型中最特殊的部份，為了喜劇效果，她總是穿上不合腳的大高跟鞋。米妮的腳踝常常滑出鞋子外，甚至在《The Gallopin' Gaucho》裡連鞋子都掉了。當她走路或跳舞時，大高跟鞋發出的聲音經常與背景音樂的節奏配合。米妮穿在裙子底下的燈籠褲常常露出裙子外。米妮的造型與米奇一同於1940年重新設計。她的帽子被一個大大的蝴蝶結取代，而腳上的鞋子也被加上蝴蝶結。她的眼睛也更為細緻。於40至50年代，歸因於大蕭條及第二次世界大戰，米妮的個性與造型趨於保守。當時的美國文化變得保守，而30年代的「flapper」風已不再流行。
米妮首次登場的作品為《Plane Crazy》，米奇邀請她參加飛機的首航。她接受了邀請，但拒絕了飛行中米奇的強吻。而米奇的強吻最後也讓米妮跳傘逃離。這部出道作描寫了米妮有點抗拒男友候選人（米奇）的強硬作風，以及證明她有能力拒絕。
首部作品已經顯示兩人交情匪淺，而第二部製作的作品為《The Gallopin' Gaucho》，但卻是被排在第三部、於1928年12月30日發行。米妮在片中於一間阿根廷酒店表演，為米奇與皮特跳舞。兩人都對她一見鍾情，但皮特打算綁架她，使得米奇上演英雄救美戲碼。三人於片中被設定為互不相識。
不過最早發行的動畫卻是最後製作，名為《Steamboat Willie》的卡通，於1928年11月18日發行。皮特飾演蒸氣船的船長、米奇是船上員工、而米妮是落單的乘客。由於米奇與米妮皆在此部動畫首度登場，所以此日不僅被定為米奇的生日，也是米妮的生日。兩隻擬人化的老鼠的第一支有聲電影為《Turkey in the Straw》。

## 出演
除了早期米奇拍拖演出外，有時也會在布魯托的演出單元中作為牠的飼主並與之搭檔演出，有時也作為木偶奇遇記中小黑貓費加洛的飼主，但基本還是配角，沒有自己作為主角單獨演出的單元，這情況直到1999年的米老鼠新傳中才有她為主角的無台詞音樂劇或少數的單元。

## 榮譽
2018年1月22日，米妮成為好萊塢星光大道中第2,627個星星，且2018年適逢米妮首次在迪士尼全球第一齣有聲動畫片《汽船威利號》（Steamboat Willie）登場90週年紀念。

## 外部連結
- 米妮老鼠官方網站 （页面存档备份，存于）
- 米妮老鼠官方的Facebook專頁
- 迪士尼中文官方网站：米妮
- 英語迪士尼維基：米妮 （页面存档备份，存于）